# In Coena Domini
In Cœna Domini (latín: en la cena del Señor) es una bula proclamada por el papa Urbano V en 1363 que se solía leer en las iglesias el Jueves Santo y que predicaba en contra de herejes, piratas y falsificadores de cartas apostólicas.
Esta declaración fue muy mal recibida por las monarquías y otras autoridades civiles, especialmente durante la época del despotismo ilustrado puesto que entendía que vulneraba la autoridad del rey y fue prohibida durante diferentes épocas. Fue finalmente suspendida por Clemente XIV en 1770, a pesar de que no se  derogó su vigencia.

## Historia
La ceremonia tuvo lugar en la logia de la Basílica de San Pedro en presencia del Papa, el Colegio Cardenalicio y la Corte Romana. La Bula fue leída primero en latín por un auditor de la Sagrada Rota Romana, y luego en italiano por un Cardenal Diácono. Cuando terminó la lectura, el Papa arrojó una antorcha de cera encendida a la plaza de abajo.
La Bula contenía una colección de censuras de excomunión contra los autores de diversos delitos, cuya absolución estaba reservada al Papa. La costumbre de la publicación periódica de censuras es antigua. El décimo canon del Concilio de York en 1195 ordenó a todos los sacerdotes publicar censuras de excomunión contra perjuros con campanas y velas encendidas tres veces al año. El Concilio de Londres en 1200 ordenó la publicación anual de la excomunión contra hechiceros, perjuros, incendiarios, ladrones y los culpables de violación.
La primera lista de censuras de esta Bulla Cœnæ "apareció en el siglo XIV, y fue agregada y modificada con el paso del tiempo, hasta su revisión final bajo Urbano VIII en el año 1627, después de lo cual permaneció prácticamente sin cambios hasta su abrogación formal en siglo 18. Bajo Urbano V (1363) la lista contenía siete casos; bajo Gregorio XI (1372) nueve; bajo Martín V (1420) diez; bajo Julio II (1511) doce: bajo Pablo III (1536) diecisiete; bajo Gregorio XIII en 1577 veinte, y bajo el mismo pontífice en 1583 veintiuno; bajo Pablo V (1606 y 1619) veinte; y el mismo número en la forma final que le dio Urbano VIII.
Las diferentes excomuniones ahora contenidas en "In Coena Domini" fueron originalmente esparcidas a través de una variedad de toros, y gradualmente incorporadas en la Bula publicada anualmente el Jueves Santo.
Los principales encabezamientos de los delitos sancionados con excomunión en la Bula son los siguientes:
- Apostasía, herejía y cisma.

- Apelaciones del Papa a un concilio general.

- Piratería en los mares papales.

- Saqueo de naufragios e incautación de restos flotantes y naufragios.

- La imposición de nuevos peajes e impuestos, o el aumento de los antiguos en los casos en que la ley o la autorización de la Santa Sede no lo permitieran.

- La falsificación de escritos apostólicos y bulas papales.

- El suministro de armas, municiones o material de guerra a sarracenos, turcos u otros enemigos de la cristiandad.

- La obstaculización de la exportación de alimentos y otras mercancías a la sede de la corte romana.

- Violencia infligida a los viajeros en su camino hacia y desde la corte romana.

- Violencia hecha a cardenales.

- Violencia contra los legados papales, nuncios, etc.

- Violencia infligida a quienes trataban asuntos con la corte romana.

- Apelaciones de tribunales eclesiásticos a laicos.

- La vocación de causas espirituales desde los tribunales eclesiásticos hasta los laicos.

- La sujeción de los eclesiásticos a los tribunales laicos.

- El abuso de jueces eclesiásticos.

- La usurpación de bienes eclesiásticos o su secuestro sin permiso de las autoridades eclesiásticas correspondientes.

- La imposición de diezmos e impuestos a los eclesiásticos sin permiso especial del Papa.

- La injerencia de jueces laicos en causas capitales o penales de eclesiásticos.

- La invasión, ocupación o usurpación de cualquier parte de los Estados Pontificios.

Había una cláusula en las ediciones anteriores de la Bula que ordenaba a todos los patriarcas, arzobispos y obispos velar por su publicación periódica en sus esferas de jurisdicción, pero esto no se llevó a cabo, como sabemos por una carta de Pío V al Rey. de Nápoles.
Los esfuerzos de este Papa para lograr su publicación solemne en cada parte de la Iglesia fueron frustrados por la oposición de los poderes reinantes. Incluso el piadoso rey Felipe II de España, en el año 1582, expulsó al nuncio papal de su reino por intentar publicar la Bula. Su publicación estaba prohibida en Francia y Portugal.
El emperador Rodolfo II (1576-1612) también se opuso. 
A pesar de la oposición de los príncipes, los fieles lo conocieron a través de los rituales diocesanos, los capítulos provinciales de los monjes y la promulgación de jubileos. A los confesores a menudo se les ordenaba tener una copia en su poder; Charles Borromeo hizo publicar una copia en cada confesionario de su diócesis. 
En Roma su publicación solemne tuvo lugar año tras año, el Jueves Santo, hasta 1770, cuando fue omitida por Clemente XIV y nunca más se reanudó.
Una oposición generalizada y creciente a las prerrogativas papales en el siglo XVIII, las obras de Febronia y Pereira, favoreciendo la omnipotencia del Estado, acabó por desembocar en un ataque generalizado a la Bula. 
Muy pocas de sus disposiciones estaban arraigadas en las antiguas relaciones medievales entre la Iglesia y el Estado, cuando el Papa podía defender eficazmente la causa de los oprimidos y, con su poder espiritual, remediar los males con los que los gobernantes temporales eran impotentes o no querían tratar. Habían sobrevivido a su tiempo. 
La excomunión de Fernando, duque de Parma, por Clemente XIII el 30 de enero de 1768, fue la señal de una tormenta de oposición contra la Bula del Jueves Santo en casi todos los estados europeos.